# Xeno
Xeno es el tercer álbum de estudio de la banda japonesa de metalcore Crossfaith. Fue lanzado el 16 de septiembre de 2015 a través de Ariola Japan, Razor & Tie y UNFD. Fue producido por Josh Wilbur.

## Lista de canciones
| Edición estandar |                                                      |          |  |
| N.º              | Título                                               | Duración |  |
| 1.               | «System X»                                           | 1:35     |  |
| 2.               | «Xeno»                                               | 4:12     |  |
| 3.               | «Raise Your Voice»                                   | 3:42     |  |
| 4.               | «Devil's Party»                                      | 3:16     |  |
| 5.               | «Ghost in the Mirror» (con Caleb Shomo de Beartooth) | 3:33     |  |
| 6.               | «Dystopia»                                           | 3:18     |  |
| 7.               | «Wildfire» (con Benji Webbe de Skindred)             | 3:58     |  |
| 8.               | «Tears Fall»                                         | 4:19     |  |
| 9.               | «Paint It Black»                                     | 3:49     |  |
| 10.              | «Vanguard»                                           | 3:26     |  |
| 11.              | «Calm the Storm»                                     | 3:27     |  |
| 12.              | «Astral Heaven»                                      | 5:01     |  |

| Edición de lujo |                        |          |  |
| N.º             | Título                 | Duración |  |
| 13.             | «Madness»              | 3:34     |  |
| 14.             | «Dance with the Enemy» | 3:28     |  |
| 15.             | «S.O.S.»               | 3:39     |  |

## Posicionamiento en lista
| Lista (2015)                 | Posición |
| ---------------------------- | -------- |
| Australian Albums (ARIA)     | 82       |
| Japanese Albums (Billboard)  | 12       |
| UK Albums (OCC)              | 136      |
| UK Rock & Metal Albums (OCC) | 13       |
| UK Independent Albums (OCC)  | 19       |

## Personal
Crossfaith
- Kenta Koie – voz principal
- Kazuki Takemura – guitarras
- Terufumi Tamano – teclados, programación, samples, coros
- Hiroki Ikegawa – bajo
- Tatsuya Amano – batería

Músicos adicionales
- Caleb Shomo: voz (pista 5).
- Benji Webbe: voz (pista 7).